# Prasinocyma consobrina
Prasinocyma consobrina là một loài bướm đêm trong họ Geometridae.